# Giles Barnes
Giles Gordon Barnes (Barking, 1988. augusztus 5. –) angol labdarúgó, aki jelenleg a Derby County csapatában játszik.

## Pályafutása

### Derby County
Barnes 17. születésnapján kapta kézhez profi szerződését a Derby Countynál, miután meggyőzően szerepelt az ifi- és a tartalékcsapatban. Egy Grimsby Town elleni Ligakupa-meccsen mutatkozhatott be, ahol a Kosok 1-0-s vereséget szenvedtek. A másodosztályban két héttel utána kapott először lehetőséget a Crewe ellen. Barnes nagyon nehezen tudott bekerülni a csapatba Phil Bronw menedzser alatt, de mikor az ifiakadémia korábbi vezetője, Terry Westley vette át az irányítást, fontos tagja lett a gárdának. A 2005/06-os szezonban nagy szerepe volt abban, hogy Derby nem esett ki a League One-ba (harmadosztály). Első profi gólját egy Watford elleni 2-2-es döntetlen során szerezte.
A 2005/06-os évadban nyújtott teljesítménye miatt Barnesra több, Premier League-ben szereplő klub is felfigyelt, de Billy Davies menedzserré való kinevezése és a csapat átszerveződése hatására úgy döntött, hogy aláírja a felkínált négyéves szerződést a Derbynál. Barnes kulcsfontosságú tagja lett a gárdának, mely a 2006/07-es szezonban fel is jutott az élvonalba. A szezonban 46 meccsen lépett pályára, ebből 34-szer kezdőként. 8 gólt is szerzett, ezek közül négyet két hét alatt. 2007 márciusában őt választották a Championship legjobbjának, de ezután hamar megsérült. A rájátszásban már játszhatott, a döntőn (a West Bromwich Albion ellen) a padról beállva ő adta a gólpasszt Steve Pearsonnak. Nem sokkal ezt követően kiderült, hogy Barnes törött lábbal játszott, ezért az egész nyári felkészülési időszakot kihagyta. Őt választották a Derby legjobb fiataljának a szezon végén.
Barnest sérülések hátráltatták, így kellett hagynia a 2007/08-as szezon elejét. 2007. szeptember 22-én mutatkozott be a Premier League-ben, az Arsenal ellen. Első élvonalbeli gólját egy Newcastle United elleni 2-2-es döntetlennel végződő találkozón szerezte. Az egész szezon során hallhatóak voltak találgatások a jövőjét illetően. Érdeklődött iránta a West Ham (ahol nagybátyja, Bobby is játszott), az Aston Villa, és a Tottenham is, de konkrét ajánlatot csak a Newcastle tett. A Kosok azonban elutasították a felkínűlt 1,5 millió fontot. Barnes térde megsérült, ami miatt meg kellett operálni, így valószínűleg a 2008/09-es szezon nyitányáról is lemarad.

## Eredményei
- Championship rájátszás-győztes: 2006/07
- A szezon legjobb fiatal játékosa a Derby Countynál: 2006/07
- A hónap legjobbja a Championshipben: 2007 március